# Schwendi
Schwendi är en kommun i Landkreis Biberach i det tyska förbundslandet Baden-Württemberg. Kommunen består av ortsdelarna (tyska Ortsteile) Schwendi, Bußmannshausen, Großschafhausen, Orsenhausen, Schönebürg och Sießen im Wald. Folkmängden uppgår till cirka 7 300 invånare, på en yta av 49,23 kvadratkilometer.
Kommunen ingår i kommunalförbundet Schwendi tillsammans med kommunen Wain.

## Befolkningsutveckling
| Befolkningsutvecklingen i Schwendi 1975–2015 | Befolkningsutvecklingen i Schwendi 1975–2015 | Befolkningsutvecklingen i Schwendi 1975–2015 | Befolkningsutvecklingen i Schwendi 1975–2015 | Befolkningsutvecklingen i Schwendi 1975–2015 |
| -------------------------------------------- | -------------------------------------------- | -------------------------------------------- | -------------------------------------------- | -------------------------------------------- |
|                                              |                                              |                                              |                                              |                                              |
| År                                           |                                              |                                              | Folkmängd                                    | Areal (ha)                                   |
| 1975                                         | 1975                                         |                                              | 5 234                                        | 4 925                                        |
| 1980                                         | 1980                                         |                                              | 5 197                                        | 4 924                                        |
| 1985                                         | 1985                                         |                                              | 5 284                                        |                                              |
| 1990                                         | 1990                                         |                                              | 5 603                                        | 4 925                                        |
| 1995                                         | 1995                                         |                                              | 5 860                                        | 4 924                                        |
| 2000                                         | 2000                                         |                                              | 6 051                                        | 4 923                                        |
| 2005                                         | 2005                                         |                                              | 6 288                                        |                                              |
| 2010                                         | 2010                                         |                                              | 6 226                                        |                                              |
| 2015                                         | 2015                                         |                                              | 6 520                                        |                                              |
|                                              |                                              |                                              |                                              |                                              |